# Wybrand van Warwijck
Wybrand van Warwijck (1566-Amsterdam, 11 juillet 1615) est un navigateur et amiral hollandais, célèbre pour avoir découvert le Dodo et nommé l'île Maurice.

## Biographie
À la tête de huit navires, il entreprend en 1598 le premier voyage hollandais à destination des Indes orientales. Parti de Texel en mai 1598, il passe le cap de Bonne-Espérance et, après avoir subi une tempête, atteint l'île Maurice qu'il nomme ainsi en l'honneur de Maurice de Nassau et où découvre le Dodo. Il arrive ensuite à Batam en Indonésie puis explore l'île de Madura, les Célèbes et les Moluques. 
De retour aux Pays-Bas en août 1600 avec un riche chargement, il effectue en 1602, un second voyage commercial pour la Chine.